# شیون هومما
شیون هومما (انگلیسی: Shion Homma؛ زادهٔ ۹ اوت ۲۰۰۰) بازیکن فوتبال اهل ژاپن است.
از باشگاه‌هایی که در آن بازی کرده‌است می‌توان به باشگاه فوتبال آلبیرکس نیگاتا اشاره کرد.